# Nosotros los Nobles
Nosotros, los Nobles és una pel·lícula (gènere comèdia) mexicana, dirigida per Gary Alazraki i escrita pels guionistes Adrián Zurita i Patricio Saiz, el repartiment dels quals està format per Gonzalo Vega, Luis Gerardo Méndez, Karla Souza i Juan Pablo Gil. Ha estat una de les pel·lícules amb més espectadors en Mèxic i a Amèrica Llatina segons l'Instituto Mexicano de Cinematografía, amb 7 milions d'espectadors, i la segona més taquillera, amb ingressos de 327.52 milions de pesos mexicans.
La pel·lícula es va llançar en descàrrega digital el 5 de juliol del 2013, i en DVD i Blu-Ray, el 19 de juliol d'aquest mateix any.
Va ser l'última pel·lícula en la qual va participar Gonzalo Vega abans de la seva defunció, el 10 d'octubre del 2016.
L'argument està inspirat en El gran calavera, de Luis Buñuel.

## Argument
Situada en la Ciutat de Mèxic l'any 2013, Germán Noble (Gonzalo Vega), gran empresari amb grans ingressos i vidu de Beatriz, no s'adona que els seus fills Javier (Luis Gerardo Méndez), Bàrbara (Karla Souza) i Carlos (Juan Pablo Gil) no estan fent res de la seva vida i solo es mantenen d'ell. Germán pensa que estan tristos i deprimits per la defunció de Beatriz, mare de tots ells.
Javier és un júnior irresponsable que, encara que treballa teòricament en l'empresa constructora del seu pare, generalment la hi viu de taboles amb amics del seu mateix cercle social, sempre té projectes fantasiosos en ment, projectes irreals dels quals es burla el soci del seu pare, Anwar Karim (Mario Haddad). Germán intenta que Javier s'ocupi de l'empresa, però el jove, en comptes de fer-ho, envia un empleat a ocupar el seu lloc en un projecte a Tuxtla Gutiérrez (Chiapas) mentre ell i els seus amics s'emporten el jet de l'empresa a Miami per una nova tabola.
Bàrbara està a punt de comprometre's (durant la celebració del seu aniversari) amb Peter (Carlos Gascón), qui pretén ser espanyol i acaba d'enviar a la fallida a un més dels múltiples i fracassats negocis que emprèn. Per recuperar-se i pagar els seus enormes deutes amb el cobrament d'impostos (és a dir, amb la Secretaría de Hacienda), pretén accedir a un fideïcomís que la mare de Bàrbara li va llegar. Germán s'oposa al fet que la seva filla es casi amb aquest gigoló, que a més és 20 anys més gran que Bàrbara; però ella, en comptes d'escoltar les raons del seu pare, comença a planejar les noces.
Després d'enfrontar-se a tants embolics dels seus fills i d'assabentar-se que el seu fill petit, Carlos (Juan Pablo Gil) (a qui tots anomenen "Charlie" o simplement "Cha"), ha estat expulsat de la facultat, entre altres problemes per haver estat atrapat pel director de la carrera (Carlos Alazraki) tenint relacions sexuals amb Lucía (Mariana Braun), una de les seves professores, Germán Noble sofreix un infart, per la qual cosa és portat a l'hospital, on és visitat pels seus fills. En veure que ells no mostren gran interès en ell, i pensant en les despeses excessives i en la mala educació que ha donat als seus fills, decideix fingir que la seva empresa està en un greu conflicte amb el sindicat de la constructora, i que el seu soci, Anwar Karim, ha marxat del país i que el va deixar sense diners, que el govern els ha congelat els comptes i que els va embargar la seva casa i totes les seves propietats. Fingeix que, per ser els tres nois, juntament amb el seu pare, accionistas de la constructora, tots podrien anar a presó, per la qual cosa suposadament han d'ocultar-se en algun lloc no relacionat amb l'empresa. Germán els demana als seus fills que no es posin en contacte amb ningú de les seves amistats ni de la seva família (perquè no descobreixin l'engany), i els porta a viure a una casa bastant deteriorada que el pare de Germán posseïa en una colònia molt modesta.
Ja instal·lats, Germán els fa creure que per a poder menjar i començar a reparar la casa, han d'aconseguir ocupacions. Cha aconsegueix aviat, gràcies al pare d'un amic, una ocupació com a caixer de banc. Bàrbara i Javier aconsegueixen treball gràcies a Lucho (Ianis Guerrero), un noi emprenedor que abans va ser el seu empleat i nebot de Margarita (Mary Paz Mata), la nana dels Noble. Bàrbara entra a treballar de cambrera en un restaurant-bar de baixa categoria, i a Javier li permet prendre un torn com a xofer de transport públic en un micro-bus, que és propietat de Lucho. Els problemes d'adaptació no es fan esperar: al principi els tres joves no semblen aconseguir diners suficients, però a poc a poc van entenent com és en realitat la vida i que han d'esforçar-se per a tirar endavant. Bàrbara va comprenent que Lucho és un home massa diferent als "chavos fresa" que està acostumada a tractar, i en ella va creixent l'admiració per ell. Javi a poc a poc comprèn que els que ell creia els seus amics, només eren companys de festes, i que només els interessava viure la vida boja. Charlie és assetjat sexualment per Carmen (Ana Karina Guevara), la gerent del banc on treballa, i ha de cedir per evitar perdre l'ocupació. Germán també aprèn molt dels seus fills: s'assabenta, consternat, que Bàrbara pateix bulímia, que Javier és dislèxic i que, mentre ell es desvivia per l'empresa, els seus fills van créixer abandonats.
Mentrestant, Peter, el promès de Bàrbara, aconsegueix una entrevista amb Anwar i li treu la veritat respecte al que ha succeït amb la família de la seva promesa. Sabedor de què només es va tractar d'una lliçó que Germán va voler donar als seus fills, Peter busca a Germán i intenta fer-li xantatge exigint que accepti donar-li el poder notarial sobre el fideïcomís de la seva filla. Germán es veu obligat a cedir, però, en adonar-se que és un error, decideix impedir que Bàrbara es casi amb ell i confessa la veritat als seus fills. Aquests, enutjats, s'allunyen d'ell retornant a viure a la vella casa del seu avi, que ja havien reparat. Ells continuen treballant i, per fi, com era el desig de Germán, es fan independents, maduren i, sobretot, aprenen valors. Al final, els tres nois perdonen al seu pare i es reuneixen com a família. Javier obre un negoci real, un taller de micro-busos, mentre que Bàrbara i Lucho a la fi es fan nuvis.
Després dels crèdits, Peter apareix a la presó on és assetjat sexualment per dos reclusos a la cel·la en què es troba. Es presumeix que va caure pres pel seu deute amb Hisenda.

## Repartiment
- Gonzalo Vega - Germán Noble
- Karla Souza - Bárbara Noble
- Luis Gerardo Mendéz- Javier Noble
- Juan Pablo Gil - Charlie Noble
- Ianis Guerrero - Lucho
- Carlos Gascón - Peter / Pedro Pintado
- Tavo Garay - Tavo / Capitán de Meseros / Amigo "Lucho"
- Quezali Cortés - Gilberto Marín
- Mario Haddad - Anwar Karim
- Alberto Zeni - Juan Pablo
- Mary Paz Mata - Margarita, la nana
- Carlos Alazraki - El director de la carrera
- Ana Karina Guevara - Carmen Solórzano
- Marell Cano - Danny
- Mariana Braun - Maestra Lucía
- Gary Alazraki (cameo) - Santiago
- Mariana Villalvazo - Novia de Charlie
- Marcela Guirado - Amiga de Bárbara
- Francisco Aguirre Mosqueda - Juez

## Premis Ariel
| Any  | Categoria                    | Persona             | Resultat |
| ---- | ---------------------------- | ------------------- | -------- |
| 2014 | Ariel al Millor Actor        | Luis Gerardo Méndez | Nominat  |
| 2014 | Ariel al Millor Guió Adaptat | Gary Alazraki       | Nominat  |

## Versions
- Belli di papà - adaptació italiana estrenada el 2015.
- Malcriado$- adaptació colombiana estrenada el 2016.